# Sky Nature
Sky Nature é um canal de televisão pago britânico de propriedade e operado pela Sky, uma divisão da Comcast, que foi lançado em 27 de maio de 2020. A Sky Nature transmite conteúdo original da Sky, conteúdo do canal canadense Love Nature, e a coleção de programação de David Attenborough da Sky.

## História
O lançamento do canal foi usado para ajudar a trazer conteúdo de alta faixa dinâmica (HDR) para o Sky Q.
Quando o Love Nature foi removido da Virgin Media em dezembro de 2020, a maior parte de seu conteúdo anterior foi transferido para o Sky Nature.
O Sky Nature lançou um feed irlandês em 8 de abril de 2021. O canal está registado no regulador de radiodifusão do Luxemburgo, no entanto, utilizará o sistema de classificação definido pelo Código de Padrões de Programação BAI da Irlanda. Atualmente, o canal está disponível apenas em definição padrão.
O canal transmitia originalmente no canal 130 da Sky, mas quando o canal Fox fechou em 1º de julho de 2021, o Sky Nature assumiu seu lugar no canal 124 logo depois.

## Programação
A Sky Nature atualmente transmite uma variedade de séries sobre natureza, tanto na TV ao vivo quanto sob demanda.

## Marca
O logotipo consiste no logotipo da Sky na cor verde seguido pela palavra "nature" em um fundo verde. O logotipo originalmente consistia em folhas que formavam o fundo onde está o texto "nature". Mais tarde, foi alterado para verde.

## Versão internacional
Em 1º de julho de 2021, o Sky Nature foi lançado na Itália, junto com o Sky Documentaries, o Sky Investigation (versão local do Sky Witness) e o Sky Serie.